# L'appassionata
L'appassionata è un film del 1988 diretto da Gianfranco Mingozzi.